# Asamblea General de Carolina del Norte
La Asamblea General de Carolina del Norte (en inglés: North Carolina General Assembly) es la legislatura estatal (órgano encargado del Poder legislativo) del estado de Carolina del Norte, en Estados Unidos.  La legislatura consta de dos cámaras: el Senado y la Cámara de Representantes . La Asamblea General se reúne en el Edificio Legislativo de Carolina del Norte en Raleigh, Carolina del Norte, Estados Unidos .

## Descripción
La Asamblea General se encarga de redactar y legislar las leyes estatales de Carolina del Norte, también conocidas como Estatutos Generales . Es una legislatura bicameral, formada por la Cámara de Representantes de Carolina del Norte (anteriormente llamada Cámara de los Comunes de Carolina del Norte hasta 1868) y el Senado de Carolina del Norte . Desde 1868, la Cámara ha sido autorizada a 120 miembros, mientras que el Senado ha autorizado a 50 miembros. No hay límites de mandato para ninguna de las cámaras.

## Historia

### Provincia de Carolina
La legislatura de Carolina del Norte tiene sus raíces en la primera asamblea del "Condado de Albemarle", que fue convocada en 1665 por el gobernador William Drummond . El condado de Albemarle era la parte de la colonia británica de Carolina (bajo el control de los " Lords Proprietors " antes de convertirse en una provincia real en 1729) que finalmente se convertiría en Carolina del Norte.
Aproximadamente desde 1666 hasta 1697, el gobernador, su consejo y representantes de varios distritos y pueblos, elegidos por hombres propietarios, se reunieron en una legislatura unicameral. En 1697, esto se convirtió en un cuerpo bicameral, con el gobernador y su consejo como cámara alta y la Cámara de Burgueses como cámara baja elegida. La Cámara, a veces conocida simplemente como "la Asamblea", solo podía reunirse cuando era convocada por el gobernador, pero se le permitía establecer sus propias reglas y elegir a su propio Presidente.

### Provincia de Carolina del Norte

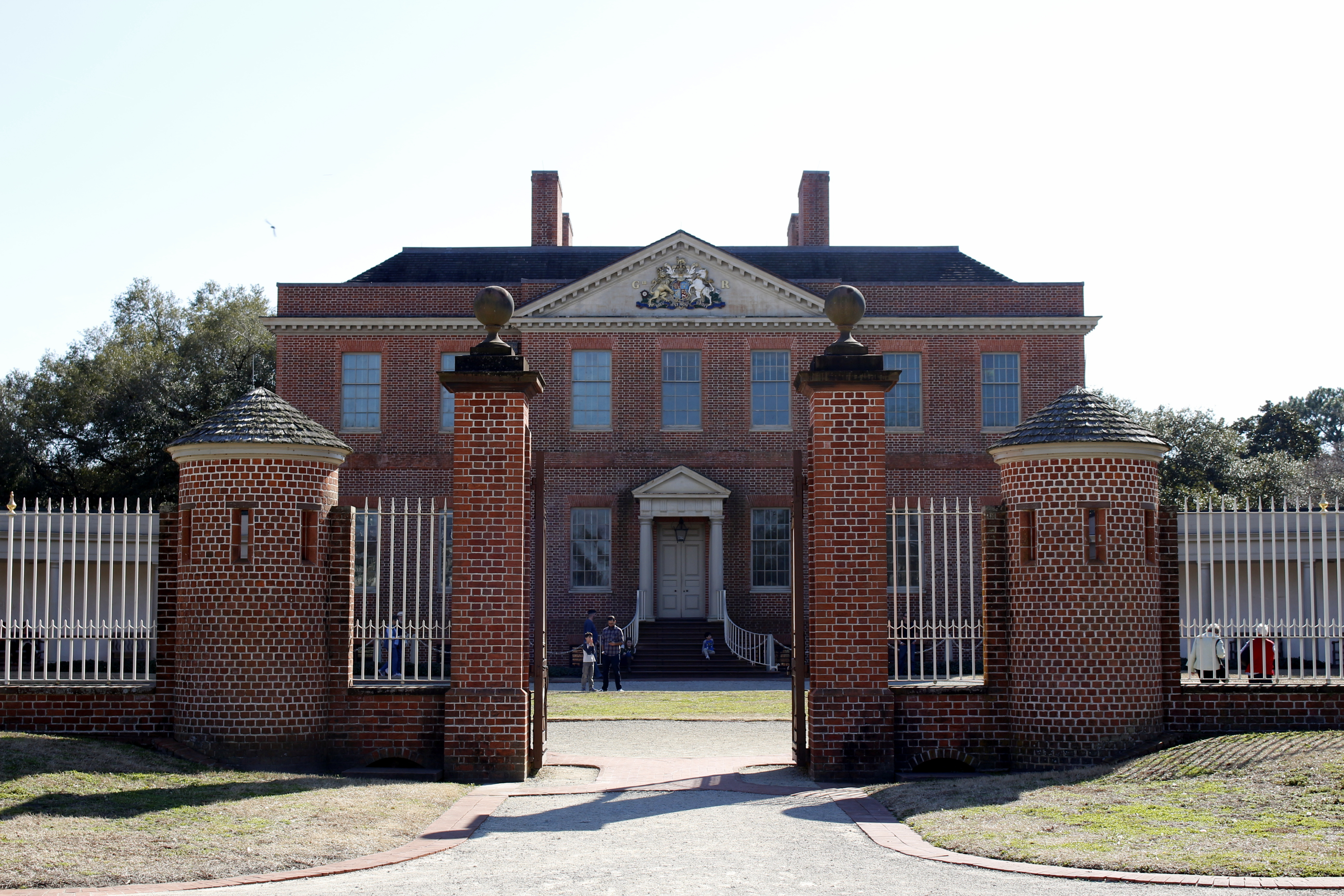
El Palacio del Gobernador en New Bern es donde se reunió la Asamblea General de la era provincial desde 1770 hasta 1775.

La primera legislatura del estado, fue creada en 1715, como la Asamblea Bienal General. La primera sesión de la "Asamblea Bienal General" se llevó a cabo en la casa del capitán Richard Sanderson, en Little-River,  comenzando el día 17 de noviembre de 1715, y continuó por varios aplazamientos, hasta el 19 de enero de 1715. En esa sesión, la Asamblea adoptó muchas de las leyes de Inglaterra que permanecieron en vigor durante la mayor parte del siglo XX. En esta categoría cabe destacar el Estatuto de Isabel o el Estatuto de Fraudes, que no fue derogado hasta que la Asamblea General aprobó la Ley Uniforme de Transferencias Fraudulentas en julio de 1997
La Cámara también controlaba el salario del gobernador y retuvo ese salario cuando el gobernador disgustó a la mayoría de la Cámara. Naturalmente, los conflictos entre el gobernador y la legislatura eran frecuentes. En 1774 y 1775, la gente de la colonia eligió un congreso provincial, independiente del gobernador real, cuando comenzó la Revolución Americana. La mayoría de sus miembros también eran miembros de la que sería la última Casa de Burgueses.

### Congreso Provincial de Carolina del Norte
Hubo cinco congresos provinciales de Carolina del Norte . El quinto Congreso aprobó la primera constitución en 1776. Con la firma de la Declaración de Independencia de Estados Unidos, Estados Unidos se convirtió en una nación independiente con legislaturas muy diferentes en cada colonia. Debido a la historia de desconfianza hacia el ejecutivo, la constitución de Carolina del Norte estableció firmemente a la Asamblea General, como se la llamaba ahora, como la rama más poderosa del gobierno estatal. La legislatura bicameral, cuyos miembros serían elegidos todos por el pueblo, elegiría ella misma a todos los funcionarios de los poderes ejecutivo y judicial. Como escribió William S. Powell en Carolina del Norte: Una historia, "La rama legislativa de ahora en adelante tendría la ventaja. El gobernador sería la criatura de la asamblea, elegido por ella y removible por ella. El gobernador no podía dar ningún paso importante sin el consejo y consentimiento del 'consejo de estado' y no tenía voz en el nombramiento o destitución de estos (los miembros del consejo de estado) ". Esta constitución no fue sometida al voto del pueblo. El Congreso simplemente lo adoptó y eligió a Richard Caswell, el último presidente del Congreso, como gobernador interino hasta que se eligiera y se sentara la nueva legislatura.

### Asamblea General de Carolina del Norte bajo la primera constitución

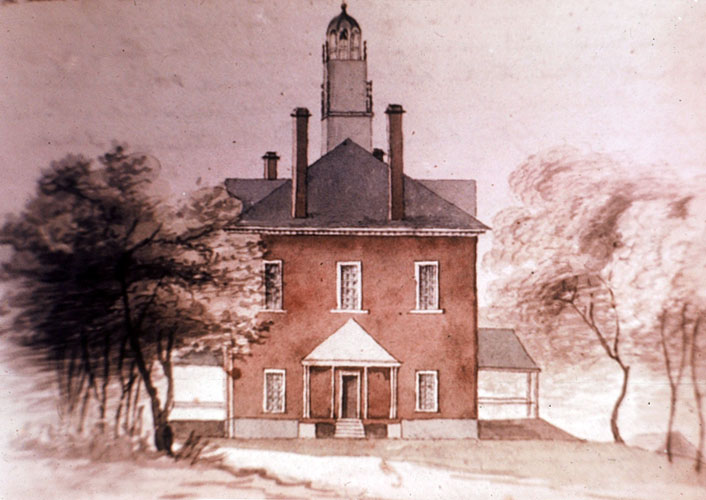
Casa de Gobierno de Carolina del Norte desde 1794 hasta 1810.

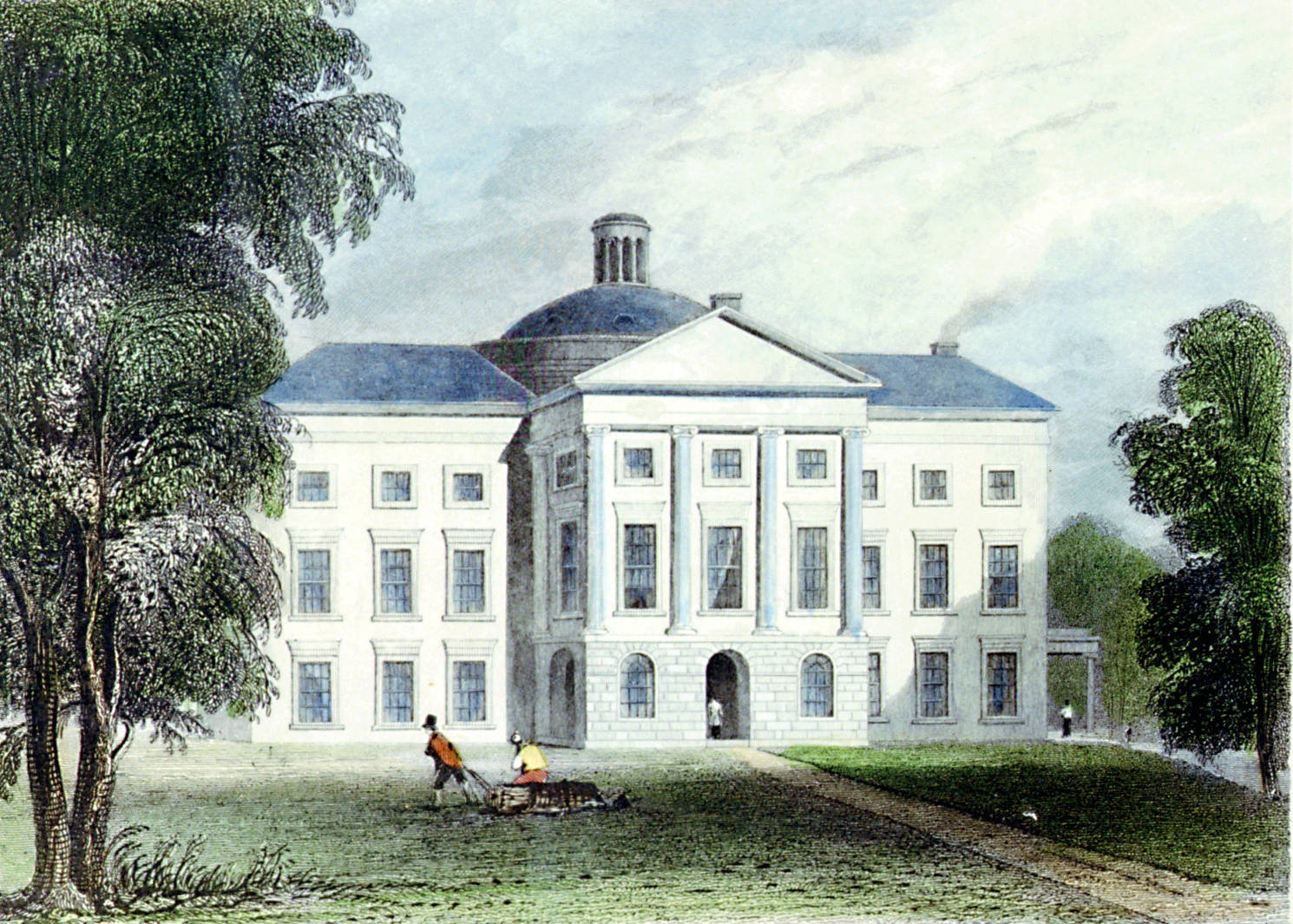
Casa de Gobierno de Carolina del Norte desde 1811 hasta 1831.

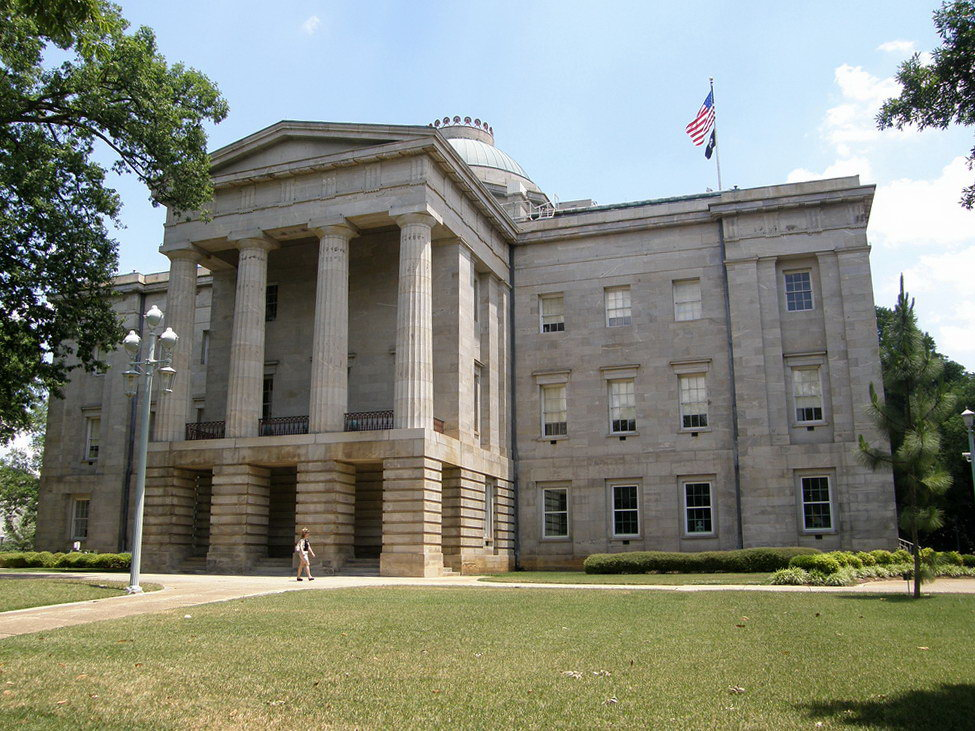
Capitolio de Carolina del Norte, sede de la Asamblea General desde 1840 hasta 1963

La primera sesión de la Asamblea General de Carolina del Norte se convocó el 7 de abril de 1777 en New Bern, Carolina del Norte. Consistía en un Senado con un miembro de cada condado de los 38 condados existentes y un distrito (el Distrito de Washington que luego se convirtió en parte del Territorio del Suroeste y luego en Tennessee), y una Cámara de los Comunes con dos miembros que representaban a cada uno de los 38 condados existentes, más uno miembro de cada una de las grandes ciudades / distritos (distritos de Edenton, Halifax, Hillsborough, New Bern, Salisbury y Wilmington). Los distritos continuaron estando representados en el Senado hasta 1835. Únicamente los hombres de religión protestante, propietarios de tierras que midieran 100 acres (0,4 km²) para la Cámara de los Comunes y 300 acres (1,2 km²) para el Senado, podían ingresar en la Asamblea General.
Las primeras 18 Asambleas Generales se reunieron en varios lugares, incluidos New Bern, Hillsboro, Halifax, Smithfield y Wake Court House, Fayetteville. No fue hasta 1794 que la Asamblea General se reunió en la nueva capital del estado, Raleigh, donde se ha ubicado su sede desde entonces.
Las anteriores constituciones preveían más derechos para los hombres libres y libres de color . La novena enmienda sobre la constitución de 1776 establece: "Que ningún hombre libre será condenado por ningún delito, sino por el veredicto unánime de un jurado de buenos hombres legales, en audiencia pública, como se ha utilizado hasta ahora". Se permitió votar a hombres libres de color con suficientes propiedades. Después de la rebelión de esclavos de Nat Turner de 1831, la legislatura estatal aprobó leyes más restrictivas, haciendo ilegal enseñar a un esclavo a leer o escribir. También limitaron los derechos de las personas de color libres, rescindiendo su derecho al voto y el derecho a portar armas, y prohibiéndoles asistir a la escuela o aprender a leer y escribir, además de prohibirles predicar en público.

### Era de la constitución de 1835
En 1835, la constitución fue enmendada para hacer que el gobernador fuera elegido por el pueblo, pero la legislatura eligió a todos los demás funcionarios, incluidos los senadores estadounidenses. Las enmiendas establecen el número de senadores en 50 y el número de plebeyos (representantes en la Cámara) en 120. Los senadores debían ser elegidos de distritos que representaran aproximadamente el mismo número de ciudadanos, en lugar de por condados geográficos. Los miembros de la Cámara todavía eran elegidos por condado, pero los condados más poblados tenían derecho a más representantes.

### Bajo los Estados Confederados de América
La Asamblea General de Carolina del Norte se reunió de 1861 a 1865 como parte de los Estados Confederados de América.

### Era de reconstrucción
En 1868, la nueva constitución de la era de la Reconstrucción aprobó la creación de una nueva legislatura, un cuerpo birracial dominado por republicanos. Cambió el nombre de la Cámara de los Comunes a Cámara de Representantes. Estableció el cargo de vicegobernador. Anteriormente, el presidente del Senado era el sucesor constitucional del gobernador en caso de fallecimiento o renuncia. Se abolieron las calificaciones de propiedad para ocupar cargos públicos con el fin de ampliar las oportunidades. Finalmente, la legislatura hizo que los funcionarios ejecutivos y los jueces estuvieran sujetos a elecciones populares en lugar de ser nombrados por la legislatura.
Los hombres afroamericanos pudieron ser elegidos para la legislatura estatal por primera vez en 1868, incluidos Henry Epps, Abraham H. Galloway y John A. Hyman en el Senado y Parker D. Robbins, Wilson Cary, BW Morris, AW Stevens, John S. Leary, Isham Sweat, Henry C. Cherry, John H. Williamson, AA Crawford, Cuffie Mayo, HTJ Hayes, Ivey Hutchings, John SW Eagles, George W. Price, Thomas A. Sykes, James H. Harris, William Cawthorn y Richard Falkner en la casa. A pesar de los esfuerzos de los camisas rojas y otros grupos paramilitares demócratas blancos para interrumpir las reuniones republicanas y reprimir el voto negro para garantizar la toma de posesión demócrata, algunos afroamericanos continuaron siendo elegidos en el siglo XIX, especialmente para cargos locales. George Henry White fue elegido congresista estadounidense en 1894. Pero poco antes del cambio de siglo, los demócratas recuperaron el control de la legislatura estatal (después de que una coalición birracial entre republicanos y populistas había ocupado brevemente el poder) y aprobaron leyes para crear barreras al registro de votantes a través de impuestos electorales, pruebas de alfabetización y otros dispositivos.

### Era posterior a la reconstrucción
Aplicados subjetivamente por administradores blancos, estos métodos privaron efectivamente de sus derechos a la mayoría de los negros en el estado. Los votantes negros fueron eliminados en 1904. Se estima que 75.000 ciudadanos varones negros perdieron el voto. El congresista White no se postuló para un tercer mandato y, como muchos otros talentosos hombres negros, abandonó el estado en busca de mejores oportunidades en el norte. Los afroamericanos estuvieron excluidos de la política en Carolina del Norte durante décadas, y la mayoría no recuperó la capacidad de votar hasta después de la aprobación de la Ley de Derechos Electorales de 1965 y la revisión y aplicación federales.
Lillian Exum Clement se convirtió en la primera mujer miembro de la Asamblea General en 1921.
Como fue el caso en otros estados donde los legisladores rurales se aferraron al poder a pesar de los cambios en la demografía estatal, Carolina del Norte finalmente tuvo que redefinir su método para elegir a los miembros de la cámara y redistribuir los escaños del Congreso, lo que se suponía que debía hacerse después de cada censo decenal. En un momento de legislación de derechos civiles para poner fin a la segregación ( Ley de derechos civiles de 1964 ) y hacer cumplir el derecho constitucional al voto de los afroamericanos y otras minorías ( Ley de derechos de voto de 1965 ), la Corte Suprema de EE. UU. Emitió fallos que resultaron en correcciones al estado Representación legislativa y reparto en varios estados.
A partir de 1966 (a raíz de Reynolds v. Sims , un caso de la Corte Suprema de EE. UU. Que establece el principio de un hombre, un voto ), los miembros de la Casa del Estado de Carolina del Norte debían ser elegidos de distritos definidos sobre la base de una población aproximadamente igual, en lugar de condados geográficos. La base del condado había dado lugar a un sesgo rural de larga data en la legislatura. Las nuevas poblaciones urbanas, incluidas las minorías y los inmigrantes, históricamente estaban subrepresentadas en términos de escaños legislativos y financiación, aunque la demografía y la población del estado se habían vuelto cada vez más urbanizadas. El fallo de la corte requirió cambios también en otros estados con prácticas similares. Los cambios permitieron la representación completa por primera vez de algunas áreas urbanas y más densamente pobladas. También significó que los condados con poblaciones bajas perdieron la oportunidad de elegir a un miembro residente a la legislatura por primera vez en la historia del estado.
En 2013, en el caso histórico del condado de Shelby contra Holder, la Corte Suprema de los Estados Unidos anuló una sección de la Ley de Derechos Electorales de 1965, liberando así a los estados individuales para "cambiar sus leyes electorales sin aprobación federal previa". El 12 de agosto de 2013, el gobernador republicano Pat McCrory firmó el proyecto de ley de elecciones generales, el Proyecto de Ley 589 de la Cámara de Representantes que agregó requisitos para votar, como una identificación con foto. En julio de 2016, el Tribunal de Apelaciones del Cuarto Circuito anuló las leyes electorales restrictivas.

### Era de la Constitución de 1971
Desde 1971, los legisladores de ambas cámaras sirven términos de dos años. A partir de las elecciones de 2002, cada legislador representa un distrito senatorial o de la Cámara de un solo miembro; antes de 2002, algunos distritos elegían varios legisladores.

## Estructura actual
El Senado tiene 50 miembros. Aunque sus miembros representan distritos que son más grandes que los de los miembros de la Cámara, sus prerrogativas y poderes no son mayores, salvo (desde 2017) el poder de asesorar y dar su consentimiento a los nominados al gabinete del gobernador.
El presidente del Senado es a su vez el vicegobernador de Carolina del Norte, pero el vicegobernador realmente tiene poderes muy limitados y solo puede votar para romper un empate. Antes de que se creara el cargo de vicegobernador en 1868, el Senado estaba presidido por un "orador". Después de la elección de 1988 de James Carson Gardner, el primer vicegobernador republicano desde la Reconstrucción, los demócratas que controlaban el Senado trasladaron la mayor parte del poder del vicegobernador al senador elegido presidente Pro Tempore (o Pro-Tem ). El presidente pro tempore designa a los miembros de los comités permanentes del Senado y tiene una gran influencia sobre los proyectos de ley.
Los requisitos para ser senador se mencionan en la Constitución del estado: "Cada senador, en el momento de su elección, debe tener no menos de 25 años de edad, debe ser un votante calificado del estado y haber residido en el estado como ciudadano durante un mínimo de dos años y en el distrito para el que fue elegido durante un año inmediatamente anterior a su elección ".
De acuerdo con la constitución del estado, el Senado es también el "Tribunal de Juicios de Acusación". La Cámara de Representantes tiene el poder de acusar a los funcionarios estatales, después de lo cual el Senado lleva a cabo un juicio, como en el sistema federal. Si el gobernador o el vicegobernador es el funcionario acusado, el presidente de la Corte Suprema de Carolina del Norte preside.
Los 120 miembros de la Cámara de Representantes están encabezados por un presidente, que tiene poderes similares a los del presidente pro-tem del Senado.
Los requisitos para ser miembro de la Cámara se encuentran en la constitución del estado: "Cada Representante, en el momento de su elección, será un votante calificado del Estado y habrá residido en el distrito para el cual fue elegido para una año inmediatamente anterior a su elección ". En otra parte, la constitución especifica que ningún funcionario electo será menor de veintiún años y que ningún funcionario electo puede negar la existencia de Dios, aunque esta disposición no se aplica.

## Sesiones
Actualmente, la Asamblea General se reúne en sesión ordinaria (o "sesión larga") a partir de enero de cada año impar, y se levanta para volver a convocar el siguiente año par para lo que se denomina "sesión corta". Aunque no hay límite en la duración de ninguna sesión, la "sesión larga" generalmente dura 6 meses y la "sesión corta" generalmente dura 6 semanas. Ocasionalmente, en el caso de una necesidad especial, el gobernador puede convocar un período extraordinario de sesiones de la Asamblea General después de que haya concluido el año.
Antes de 1957, la Asamblea General se reunía en enero en un momento fijado por la Constitución de Carolina del Norte. Desde 1957 hasta 1967, las sesiones se convocaron en febrero a la hora fijada por la Constitución. La Asamblea General de 1969 fue la primera en reunirse en una fecha fijada por ley después de la eliminación de la fecha fijada constitucionalmente. La asamblea se reúne ahora el tercer miércoles después del segundo lunes de enero después de las elecciones de noviembre.

## Elecciones
Las elecciones para todos los escaños en ambas cámaras se llevan a cabo en cada año par. Si un escaño queda vacante entre elecciones, no hay elecciones parciales ni elecciones especiales . Más bien, los líderes locales del partido político de la persona que dejó vacante el escaño nominan a un reemplazo, para que sirva hasta las próximas elecciones. El gobernador, por lo general, acepta la nominación y nombra a esa persona. Hasta 1982, se decía que el mandato de un legislador comenzaba inmediatamente después de su elección. Desde entonces, los mandatos comienzan el 1 de enero después de la elección de un legislador. 